# رجینا جورج (دختران بدجنس)
رجینا جورج (به انگلیسی: Regina George) آنتاگونیست اصلی فیلم دختران بدجنس محصول سال ۲۰۰۴ می‌باشد.